# Liste des plus gros succès du box-office en Allemagne
Cet article présente les films qui ont fait le plus grand nombre d’entrées au box-office en Allemagne, et les films allemands ayant eu les plus gros succès en Allemagne, en France et aux États-Unis.

## RFA / Allemagne réunifiée

### Les 50 premiers films au box-office de la RFA depuis 1958
La couleur       indique les films en cours de diffusion.
En Allemagne il y a des statistiques d'entrées précises établies chaque mois par la Filmförderungsanstalt (FFA) depuis 1958. Les statistiques antérieures à cette date sont donc des estimations. Les reprises s’étalant parfois sur des années sont prises en compte. Les chiffres de 1958 à 1990 ne concernent que l'Allemagne de l'Ouest alors que les chiffres de 1990 à nos jours concernent la totalité de l'Allemagne.
| Rang | Titre                                               | Année | Réalisateur                                        | Entrées    | Pays |
| ---- | --------------------------------------------------- | ----- | -------------------------------------------------- | ---------- | --- |
| 01   | Le Livre de la jungle                               | 1968  | Wolfgang Reitherman                                | 27 293 363 | Drapeau des États-Unis                                                                                                |
| 02   | Titanic                                             | 1998  | James Cameron                                      | 18 812 714 | Drapeau des États-Unis                                                                                                |
| 03   | Le Pont de la rivière Kwaï                          | 1958  | David Lean                                         | 14 500 000 | Drapeau du Royaume-Uni · Drapeau des États-Unis                                                                       |
| 04   | Ben-Hur                                             | 1959  | William Wyler                                      | 13 525 000 | Drapeau des États-Unis                                                                                                |
| 05   | Le Docteur Jivago                                   | 1965  | David Lean                                         | 13 483 400 | Drapeau des États-Unis                                                                                                |
| 06   | Il était une fois dans l'Ouest                      | 1969  | Sergio Leone                                       | 13 018 414 | Drapeau de l'Italie · Drapeau des États-Unis                                                                          |
| 07   | Harry Potter à l'école des sorciers                 | 2001  | Chris Columbus                                     | 12 657 650 | Drapeau du Royaume-Uni · Drapeau des États-Unis                                                                       |
| 08   | On continue à l'appeler Trinita                     | 1972  | Enzo Barboni                                       | 12 267 000 | Drapeau de l'Italie                                                                                                   |
| 09   | Le Seigneur des anneaux : La Communauté de l'anneau | 2001  | Peter Jackson                                      | 11 955 052 | Drapeau de la Nouvelle-Zélande · Drapeau des États-Unis                                                               |
| 10   | Le Roi lion                                         | 1994  | Roger Allers et Rob Minkoff                        | 11 899 893 | Drapeau des États-Unis                                                                                                |
| 11   | Qui peut sauver le Far West ?                       | 2001  | Michael Herbig                                     | 11 721 183 | Drapeau : Allemagne de l'Ouest                                                                                        |
| 12   | Le Silence                                          | 1963  | Ingmar Bergman                                     | 11 532 400 | Drapeau de la Suède                                                                                                   |
| 13   | Opération Tonnerre                                  | 1965  | Terence Young                                      | 11 532 400 | Drapeau du Royaume-Uni                                                                                                |
| 14   | Avatar                                              | 2009  | James Cameron                                      | 11 311 518 | Drapeau des États-Unis                                                                                                |
| 15   | Les Aristochats                                     | 1971  | Wolfgang Reitherman                                | 11 294 126 | Drapeau des États-Unis                                                                                                |
| 16   | L'Auberge du Spessart                               | 1958  | Kurt Hoffmann                                      | 11 250 000 | Drapeau : Allemagne de l'Ouest                                                                                        |
| 17   | Le Brave Soldat Chvéïk                              | 1960  | Axel von Ambesser                                  | 10 850 000 | Drapeau : Allemagne de l'Ouest                                                                                        |
| 18   | Le Seigneur des anneaux : Les Deux Tours            | 2002  | Peter Jackson                                      | 10 777 956 | Drapeau de la Nouvelle-Zélande · Drapeau des États-Unis                                                               |
| 19   | Le Despote (de)                                     | 1958  | Axel von Ambesser                                  | 10 626 000 | Drapeau : Allemagne de l'Ouest                                                                                        |
| 20   | Pretty Woman                                        | 1990  | Garry Marshall                                     | 10 625 337 | Drapeau des États-Unis                                                                                                |
| 21   | Goldfinger                                          | 1964  | Guy Hamilton                                       | 10 557 000 | Drapeau du Royaume-Uni                                                                                                |
| 22   | La Révolte des Indiens Apaches                      | 1963  | Harald Reinl                                       | 10 473 800 | Drapeau : Allemagne de l'Ouest · Drapeau de la France · Drapeau de la République fédérative socialiste de Yougoslavie |
| 23   | Le Seigneur des anneaux : Le Retour du roi          | 2003  | Peter Jackson                                      | 10 466 058 | Drapeau de la Nouvelle-Zélande · Drapeau des États-Unis                                                               |
| 24   | Freddy chante sous les étoiles (de)                 | 1959  | Wolfgang Schleif                                   | 10 212 000 | Drapeau : Allemagne de l'Ouest                                                                                        |
| 25   | Le Trésor du lac d'argent                           | 1962  | Harald Reinl                                       | 10 050 018 | Drapeau : Allemagne de l'Ouest · Drapeau de la France · Drapeau de la République fédérative socialiste de Yougoslavie |
| 26   | Les Géants de la forêt                              | 1959  | Paul May                                           | 10 009 000 | Drapeau de l'Autriche · Drapeau : Allemagne de l'Ouest                                                                |
| 27   | Quand passent les cigognes                          | 1958  | Mikhaïl Kalatozov                                  | 9 771 000  | Drapeau de l'URSS |
| 28   | Les Aventures de Bernard et Bianca                  | 1977  | Wolfgang Reitherman, John Lounsbery et Art Stevens | 9 767 049  | Drapeau des États-Unis                                                                                                |
| 29   | Harry Potter et la Chambre des secrets              | 2002  | Chris Columbus                                     | 9 736 034  | Drapeau du Royaume-Uni · Drapeau des États-Unis                                                                       |
| 30   | Les Dix Commandements                               | 1993  | Cecil B. DeMille                                   | 9 636 000  | Drapeau des États-Unis                                                                                                |
| 31   | Les soldats ne sont pas de bois                     | 1958  | Franz Peter Wirth                                  | 9 424 000  | Drapeau : Allemagne de l'Ouest                                                                                        |
| 32   | Jurassic Park                                       | 1993  | Peter Jackson                                      | 9 395 450  | Drapeau des États-Unis                                                                                                |
| 33   | Freddy, sa guitare et la mer (de)                   | 1958  | Wolfgang Schleif                                   | 9 381 000  | Drapeau : Allemagne de l'Ouest                                                                                        |
| 34   | Independence Day                                    | 1996  | Roland Emmerich                                    | 9 272 424  | Drapeau des États-Unis                                                                                                |
| 35   | Quand les fantômes s'amusent                        | 1960  | Kurt Hoffmann                                      | 9 250 000  | Drapeau : Allemagne de l'Ouest                                                                                        |
| 36   | Le Pont                                             | 1959  | Bernhard Wicki                                     | 9 197 000  | Drapeau : Allemagne de l'Ouest                                                                                        |
| 37   | Space Movie : La Menace fantoche                    | 2004  | Michael Herbig                                     | 9 165 932  | Drapeau : Allemagne de l'Ouest                                                                                        |
| 38   | Intouchables                                        | 2012  | Olivier Nakache et Éric Toledano                   | 9 165 192  | Drapeau de la France                                                                                                  |
| 39   | Star Wars, épisode VII : Le Réveil de la Force      | 2015  | J. J. Abrams                                       | 9 071 575  | Drapeau des États-Unis                                                                                                |
| 40   | Les Buddenbrook                                     | 1959  | Alfred Weidenmann                                  | 9 000 000  | Drapeau : Allemagne de l'Ouest                                                                                        |
| 41   | Star Wars, épisode I : La Menace fantôme            | 1999  | George Lucas                                       | 8 962 516  | Drapeau des États-Unis                                                                                                |
| 42   | Le Monde de Nemo                                    | 2003  | Andrew Stanton                                     | 8 839 999  | Drapeau des États-Unis                                                                                                |
| 43   | Dirty Dancing                                       | 1987  | Emile Ardolino                                     | 8 827 642  | Drapeau des États-Unis                                                                                                |
| 44   | Otto – Der Film                                     | 1985  | Xaver Schwarzenberger et Otto Waalkes              | 8 776 026  | Drapeau : Allemagne de l'Ouest                                                                                        |
| 45   | L'Âge de glace 2                                    | 2006  | Carlos Saldanha                                    | 8 747 671  | Drapeau des États-Unis                                                                                                |
| 46   | L'Âge de glace 3                                    | 2009  | Carlos Saldanha et Michael Thurmeier               | 8 709 881  | Drapeau des États-Unis                                                                                                |
| 47   | L'Amour en musique                                  | 1958  | Fritz Umgelter                                     | 8 660 000  | Drapeau : Allemagne de l'Ouest                                                                                        |
| 48   | Papillon                                            | 1973  | Franklin J. Schaffner                              | 8 500 000  | Drapeau des États-Unis                                                                                                |
| 49   | La Fille Rosemarie                                  | 1958  | Rolf Thiele                                        | 8 500 000  | Drapeau : Allemagne de l'Ouest                                                                                        |
| 50   | Les Cavaliers rouges                                | 1964  | Hugo Fregonese                                     | 8 450 700  | Drapeau : Allemagne de l'Ouest                                                                                        |

### Estimations des plus gros succès au box-office avant 1957
Avant 1968, les estimations sont assez vagues, et donc non numérotées. Le plus grand succès pendant la seconde guerre mondiale a été le film de propagande nazie Un grand amour (Die große Liebe) de Rolf Hansen. Ensuite, les succès sont des films de Karl May ou des Heimatfilms, les films de terroir allemands d'après-guerre, et les blockbusters américains.
| Titre                        | Année | Entrées (millions) | Pays                           |
| ---------------------------- | ----- | ------------------ | ------------------------------ |
| L'Écho des montagnes         | 1954  | 28                 | Drapeau de l'Autriche          |
| Un grand amour               | 1942  | 27                 | Drapeau de l'Allemagne nazie   |
| Sissi                        | 1955  | 20–25              | Drapeau de l'Autriche          |
| Ma verte bruyère             | 1951  | 19                 | Drapeau : Allemagne de l'Ouest |
| La Famille Trapp             | 1956  | 18                 | Drapeau : Allemagne de l'Ouest |
| La Fiancée de la Forêt-Noire | 1950  | 14–16              | Drapeau : Allemagne de l'Ouest |
| Autant en emporte le vent    | 1939  | 13                 | Drapeau des États-Unis         |
| Tant qu'il y aura des hommes | 1953  | 13                 | Drapeau des États-Unis         |

## RDA

### Les 50 premiers films est-allemands au box-office de la RDA
Les plus gros succès de la Deutsche Film AG dans la zone d'occupation soviétique en Allemagne (1945 — 1949) et dans la République démocratique allemande (1949 — 1990).
De nombreux films étrangers ont aussi été distribués en Allemagne de l'Est, mais ils ne sont pas listés ici. Voir la liste des films ouest-allemands (de), des films d'Europe de l'Ouest (de) (dont la France et l'Italie), des films britanniques (de), des films scandinaves (de), des films américains (de) et des autres films non-européens (de) sortis en RDA.
| Rang | Titre français                           | Titre original (si différent)          | Années | Réalisateur                               | Entrées    |
| ---- | ---------------------------------------- | -------------------------------------- | ------ | ----------------------------------------- | ---------- |
| 01   | L'Histoire du petit Muck                 | Die Geschichte vom kleinen Muck        | 1953   | Wolfgang Staudte                          | 12 998 352 |
| 02   | Mariage dans l'ombre                     | Ehe im Schatten                        | 1947   | Kurt Maetzig                              | 12 888 153 |
| 03   | Cœur de pierre                           | Das kalte Herz                         | 1950   | Paul Verhoeven                            | 9 779 526  |
| 04   | Le Fils de la Grande Ourse               | Die Söhne der großen Bärin             | 1966   | Josef Mach                                | 9 442 395  |
| 05   | Razzia (de)                              |                                        | 1947   | Werner Klingler                           | 8 090 000  |
| 06   | Blanche-Neige                            | Schneewittchen                         | 1961   | Gottfried Kolditz                         | 7 597 495  |
| 07   | Mauvaise rencontre (de)                  | Straßenbekanntschaft                   | 1948   | Peter Pewas (de)                          | 6 469 627  |
| 08   | Les assassins sont parmi nous            | Die Mörder sind unter uns              | 1946   | Wolfgang Staudte                          | 6 468 921  |
| 09   | Les Joyeuses Commères de Windsor (de)    | Die lustigen Weiber von Windsor        | 1950   | Georg Wildhagen                           | 6 090 329  |
| 10   | Ma femme est musicienne (de)             | Meine Frau macht Musik                 | 1958   | Hans Heinrich (de)                        | 6 052 050  |
| 11   | Le Petit Arbre chantant et sonnant       | Das singende, klingende Bäumchen       | 1957   | Francesco Stefani (de)                    | 5 901 141  |
| 12   | Le Temps des cigognes                    | Zeit der Störche                       | 1971   | Siegfried Kühn                            | 5 814 977  |
| 13   | Le Petit Chaperon rouge                  | Rotkäppchen                            | 1962   | Götz Friedrich                            | 5 769 400  |
| 14   | Alarme au cirque (de)                    | Alarm im Zirkus                        | 1954   | Gerhard Klein                             | 5 515 078  |
| 15   | Les Noces de Figaro (de)                 | Figaros Hochzeit                       | 1949   | Georg Wildhagen                           | 5 479 427  |
| 16   | Le Briquet (de)                          | Das Feuerzeug                          | 1959   | Siegfried Hartmann (de)                   | 5 429 103  |
| 17   | Le Conseil des dieux                     | Der Rat der Götter                     | 1950   | Kurt Maetzig                              | 5 347 261  |
| 18   | Spur des Falken                          |                                        | 1968   | Gottfried Kolditz                         | 5 130 591  |
| 19   | Destins de femmes (de)                   | Frauenschicksale                       | 1952   | Slátan Dudow                              | 5 100 000  |
| 20   | Chingachgook, die grosse Schlange        |                                        | 1967   | Richard Groschopp (de)                    | 5 077 070  |
| 21   | Rauschende Melodien (de)                 |                                        | 1955   | Ernst Wilhelm Fiedler (de)                | 4 968 582  |
| 22   | Les Loups blancs                         | Weiße Wölfe                            | 1969   | Konrad Petzold, Boško Bošković            | 4 601 516  |
| 23   | La Belle au bois dormant (de)            | Dornröschen                            | 1971   | Walter Beck (de)                          | 4 584 967  |
| 24   | Le Sujet de Sa Majesté                   | Der Untertan                           | 1951   | Wolfgang Staudte                          | 4 524 979  |
| 25   | Das Zaubermännchen (de)                  |                                        | 1960   | Christoph Engel (de) et Erwin Anders (de) | 4 453 727  |
| 26   | L'Étoile du silence                      | Der schweigende Stern                  | 1960   | Kurt Maetzig                              | 4 375 094  |
| 27   | L'Affaire Blum                           | Affaire Blum                           | 1948   | Erich Engel                               | 4 330 000  |
| 28   | Le Diable du moulin sur la montagne (de) | Der Teufel vom Mühlenberg              | 1955   | Herbert Ballmann (de)                     | 4 301 895  |
| 29   | L'Inquiétude                             | Die Beunruhigung                       | 1982   | Lothar Warneke                            | 4 281 434  |
| 30   | Quelque part à Berlin (de)               | Irgendwo in Berlin                     | 1946   | Gerhard Lamprecht                         | 4 179 651  |
| 31   | Les Quadrilles multicolores              | Die Buntkarierten                      | 1949   | Kurt Maetzig                              | 4 175 228  |
| 32   | Der Ochse von Kulm (de)                  |                                        | 1955   | Martin Hellberg                           | 4 100 000  |
| 33   | Der Kahn der fröhlichen Leute (de)       |                                        | 1950   | Hans Heinrich (de)                        | 4 000 000  |
| 34   | Geheimakten Solvay                       |                                        | 1953   | Martin Hellberg                           | 3 800 000  |
| 35   | Les Apaches                              | Apachen                                | 1973   | Gottfried Kolditz                         | 3 749 640  |
| 36   | Le Village condamné                      | Das verurteilte Dorf                   | 1952   | Martin Hellberg                           | 3 700 000  |
| 37   | Sommerliebe (de)                         |                                        | 1955   | Franz Barrenstein                         | 3 700 000  |
| 38   | Osceola                                  |                                        | 1971   | Konrad Petzold                            | 3 512 969  |
| 39   | Heisser Sommer (de)                      |                                        | 1968   | Joachim Hasler (de)                       | 3 441 595  |
| 40   | L'Homme qui remplaçait la grand-mère     | Der Mann, der nach der Oma kam         | 1972   | Roland Oehme (de)                         | 3 381 087  |
| 41   | J'avais 19 ans                           | Ich war neunzehn                       | 1968   | Konrad Wolf                               | 3 317 966  |
| 42   | Die blauen Schwerter (de)                | Die blauen Schwerter                   | 1949   | Wolfgang Schleif                          | 3 299 432  |
| 43   | La Légende de Paul et Paula              | Die Legende von Paul und Paula         | 1973   | Heiner Carow                              | 3 294 985  |
| 44   | Die schöne Lurette (de)                  |                                        | 1960   | Gottfried Kolditz                         | 3 267 070  |
| 45   | Blanche-Neige et Rose-Rouge (de)         | Schneeweißchen und Rosenrot            | 1960   | Siegfried Hartmann (de)                   | 3 206 344  |
| 46   | Tecumseh                                 |                                        | 1972   | Hans Kratzert (de)                        | 3 091 159  |
| 47   | La Comédienne                            | Die Schauspielerin                     | 1988   | Siegfried Kühn                            | 3 032 325  |
| 48   | Der arme Müllerbursch und das Kätzchen   | Der arme Müllerbursch und das Kätzchen | 1971   | Helmut Barkowsky, Lothar Barke (de)       | 3 022 062  |
| 49   | Schlösser und Katen (de)                 |                                        | 1956   | Kurt Maetzig                              | 3 000 000  |

## Films allemands

### Les 20 premiers films ouest-allemands au box-office de la RFA depuis 1968
La couleur       indique les films en cours de diffusion.
| Rang | Titre français                                   | Titre original (si différent)                              | Année | Entrées    |
| ---- | ------------------------------------------------ | ---------------------------------------------------------- | ----- | ---------- |
| 01   | Qui peut sauver le Far West ?                    | Der Schuh des Manitu                                       | 2001  | 11 721 183 |
| 02   | Space Movie : La Menace fantoche                 | (T)Raumschiff Surprise – Periode 1                         | 2004  | 9 165 932  |
| 03   | Otto – Der Film                                  |                                                            | 1985  | 8 783 766  |
| 04   | Un prof pas comme les autres 2                   | Fack Ju Göhte 2                                            | 2015  | 7 734 265  |
| 05   | Un prof pas comme les autres                     | Fack Ju Göhte                                              | 2013  | 7 411 899  |
| 06   | Honig im Kopf                                    |                                                            | 2014  | 7 274 964  |
| 07   | Rapports intimes au collège de jeunes filles     | Schulmädchen-Report: Was Eltern nicht für möglich halten   | 1970  | 7 000 000  |
| 08   | 7 Zwerge – Männer allein im Wald (de)            |                                                            | 2004  | 6 799 699  |
| 09   | Les nouveaux mecs                                | Der bewegte Mann                                           | 1994  | 6 609 349  |
| 08   | Good Bye, Lenin!                                 |                                                            | 2003  | 6 584 314  |
| 09   | Venons-en au fait, mon trésor                    | Zur Sache, Schätzchen                                      | 1968  | 6 500 000  |
| 10   | Otto – Der neue Film (de)                        |                                                            | 1987  | 6 458 957  |
| 11   | Keinohrhasen                                     |                                                            | 2007  | 6 333 454  |
| 12   | Un prof pas comme les autres 3                   | Fack Ju Göhte 3                                            | 2017  | 6 136 279  |
| 13   | Le miracle de l'amour (de)                       | Oswalt Kolle: Das Wunder der Liebe – Sexualität in der Ehe | 1968  | 6 000 000  |
| 13   | Ces diables de collégiens (de)                   | Zum Teufel mit der Penne                                   | 1968  | 6 000 000  |
| 14   | Le Parfum                                        | Das Parfum : Die Geschichte eines Mörders                  | 2006  | 5 596 205  |
| 15   | Mes deux hommes                                  | Männer                                                     | 1985  | 5 213 458  |
| 16   | Les Nièces de la colonelle (de)                  | Die Nichten der Frau Oberst                                | 1968  | 5 000 000  |
| 17   | Werner – Das muß kesseln!!! (de)                 |                                                            | 1996  | 4 954 612  |
| 18   | Vic le Viking                                    | Wickie und die starken Männer                              | 2009  | 4 936 408  |
| 19   | L'Histoire sans fin                              | Die unendliche Geschichte                                  | 1984  | 4 822 676  |
| 20   | Moi, Christiane F., 13 ans, droguée, prostituée… | Christiane F. - Wir Kinder vom Bahnhof Zoo                 | 1981  | 4 714 502  |

### Les 10 premiers films allemands au box-office français
| Rang | Titre français                                   | Titre original (si différent)              | Année | Entrées,  |
| ---- | ------------------------------------------------ | ------------------------------------------ | ----- | --------- |
| 01   | Helga, de la vie intime d'une jeune femme        | Helga – Vom Werden des menschlichen Lebens | 1968  | 4 121 349 |
| 02   | Moi, Christiane F., 13 ans, droguée, prostituée… | Christiane F. – Wir Kinder vom Bahnhof Zoo | 1981  | 2 887 938 |
| 03   | Bagdad Café                                      | Out of Rosenheim                           | 1988  | 2 354 340 |
| 04   | La Belle et l'Empereur                           | Die Schöne Lügnerin                        | 1960  | 2 349 241 |
| 05   | Paris, Texas                                     |                                            | 1984  | 2 019 539 |
| 06   | Le Tambour                                       | Die Blechtrommel                           | 1979  | 1 959 414 |
| 07   | Le Pont                                          | Die Brücke                                 | 1959  | 1 881 504 |
| 08   | Good Bye, Lenin!                                 |                                            | 2003  | 1 545 859 |
| 09   | La Vie des autres                                | Das Leben der Anderen                      | 2006  | 1 516 801 |
| 10   | Les Ailes du désir                               | Der Himmel über Berlin                     | 1987  | 1 079 432 |

### Les 10 premiers films allemands au box-office des États-Unis
| Rang   | Titre français                                   | Titre original (si différent)                                | Année | Recettes brutes | Recettes corrigées par rapport à l'inflation |
| ------ | ------------------------------------------------ | ------------------------------------------------------------ | ----- | --------------- | -------------------------------------------- |
| (docu) | Présence des extraterrestres (de)                | Erinnerungen an die Zukunft                                  | 1973  | 25 948 371 $    | 141 371 331 $                                |
| 01     | L'Histoire sans fin                              | Die unendliche Geschichte                                    | 1984  | 20 158 808 $    | 46 978 517 $                                 |
| 02     | L'Histoire sans fin 2 : Un nouveau chapitre      | Die unendliche Geschichte II – Auf der Suche nach Phantásien | 1990  | 17 373 527 $    | 30 884 864 $                                 |
| 03     | Body                                             | Body of Evidence                                             | 1993  | 13 273 595 $    | 22 241 897 $                                 |
| 04     | Das Boot                                         |                                                              | 1982  | 11 583 308 $    | 29 064 069 $                                 |
| 05     | La Vie des autres                                | Das Leben der Anderen                                        | 2007  | 11 286 112 $    | 13 179 788 $                                 |
| 06     | Cours, Lola, cours                               | Lola rennt                                                   | 1998  | 7 268 035 $     | 10 563 961 $                                 |
| 07     | Nowhere in Africa                                | Nirgendwo in Afrika                                          | 2003  | 6 180 200 $     | 8 133 109 $                                  |
| 08     | La Chute                                         | Der Untergang                                                | 2005  | 5 509 040 $     | 6 830 464 $                                  |
| 09     | J'ai avorté, monsieur le Procureur               | Paragraph 218 - Wir haben abgetrieben, Herr Staatsanwalt     | 1974  | 5 000 000 $     | 24 545 763 $                                 |
| 10     | Moi, Christiane F., 13 ans, droguée, prostituée… | Christiane F. – Wir Kinder vom Bahnhof Zoo                   | 1982  | 4 700 000 $     | 11 792 929 $                                 |

## Films français

### Les 10 premiers films français au box-office de l'Allemagne depuis 1990
| Rang   | Titre original                        | Titre allemand                      | Année | Entrées   |
| ------ | ------------------------------------- | ----------------------------------- | ----- | --------- |
| 1      | Intouchables                          | Ziemlich beste Freunde              | 2012  | 9 160 438 |
| 2      | Qu'est-ce qu'on a fait au Bon Dieu ?  | Monsieur Claude und seine Töchter   | 2014  | 3 754 474 |
| 3      | Astérix et Obélix contre César        | Asterix und Obelix gegen Caesar     | 1999  | 3 568 496 |
| 4      | Le Cinquième Élément                  | Das fünfte Element                  | 1997  | 3 331 943 |
| 5      | Le Fabuleux Destin d'Amélie Poulain   | Die fabelhafte Welt der Amélie      | 2001  | 3 213 332 |
| 6      | Bienvenue chez les Ch'tis             | Willkommen bei den Sch’tis          | 2008  | 2 342 737 |
| 7      | Astérix et Obélix : Mission Cléopâtre | Asterix & Obelix: Mission Kleopatra | 2002  | 1 621 762 |
| 8      | Astérix aux Jeux olympiques           | Asterix bei den olympischen Spielen | 2008  | 1 881 504 |
| (docu) | La Marche de l'empereur               | Die Reise der Pinguine              | 2005  | 1 467 392 |
| 9      | Huit femmes                           | 8 Frauen                            | 2002  | 1 429 767 |
| 10     | Cyrano de Bergerac                    | Cyrano von Bergerac                 | 1991  | 1 182 580 |
| 11     | Les Choristes                         | Die Kinder des Monsieur Mathieu     | 2004  | 1 085 583 |